# 安德鲁·米勒
安德鲁·米勒（英語：Andrew Miller，1960年4月29日—），生于布里斯托，英国小说家。曾于西班牙、爱尔兰、日本、法国居住。1995年于兰开斯特大学获博士学位。处女座《无极之痛》（1997）为他赢得三项大奖： James Tait Black小说纪念奖、国际IMPAC都柏林文学奖、Grinzane Cavour奖。该书被译成36种语言出版。